# Jitra
Jitra – miasto w Malezji w stanie Kedah. W 2000 roku liczyło 49 401 mieszkańców.